# Modlęcin (Glinno)
Modlęcin (do 1945 r. niem.  Friedersdorf ) – nieoficjalna kolonia wsi Glinno w Polsce położona w województwie dolnośląskim, w powiecie wałbrzyskim, w gminie Walim.

## Położenie
Luźno zabudowana niewielka górska osada wiejska w dolinie Młynówki w Górach Sowich. Zajmuje niezalesioną część doliny pomiędzy wzniesieniami Przygodna Kopa na południowym zachodzie a Ostrzew na północnym wschodzie. Jej zabudowania leżą na wysokości około 600–650 m n.p.m. Przez osadę przechodzi, mało uczęszczana lokalna droga z Lubachowa do Walimia przez Przełęcz Walimską. Otoczenie osady stanowią rozległe łąki i pastwiska na zboczach Działu Michałkowskiego.

## Historia
Data powstania osady nie jest znana pierwsze zabudowania powstały prawdopodobnie w XVI wieku jako kolonia Glinna. Pierwsze zapiski o osadzie pojawiły się w dokumentach dopiero w 1608 roku. W początkowym okresie osada rozwijała się bardzo wolno. Ożywienie przyniósł wiek XVIII wiek, gdy wszystkie okoliczne wsie przekształciły się w ośrodki tkactwa chałupniczego. W tym okresie osada była już wsią a właścicielem jej w 1748 roku był von Seherr. W 1825 roku wieś dzieliła się na dwie części: Nowy Modlęcin i Stary Modlęcin. Właścicielem obu części był hrabia E.A. von Pückler. W 1840 roku wieś liczyła 74 domy, w tym 2 browary, szkoła i gorzelnia. W pierwszej połowie XIX wieku Modlęcin był dużą przeludnioną wsią, w której działały 103 krosna. Przeludnienie wsi utrzymywało się do początku drugiej połowy XIX wieku do okresu upadku tkactwa chałupniczego. Od tego momentu wieś zaczęła się szybko wyludniać. Proces wyludniania częściowo złagodził rozwój turystyki w końcu XIX wieku. Po 1945 roku wieś nadal wyludniała się. Proces wyludniania posunął się tak znacznie, że w latach 60. XX wieku włączono prawie wyludnioną miejscowość do Glinna i obecnie stanowi najwyżej położoną część tej wsi. W latach 70. XX wieku ponownie zainteresowano się Modlęcinem jako terenem rekreacyjnym. Miejscowość posiada ciągle duże i niewykorzystane tereny i walory rekreacyjne, tworzące korzystne perspektywy na przyszłość.